# Гроттгусси

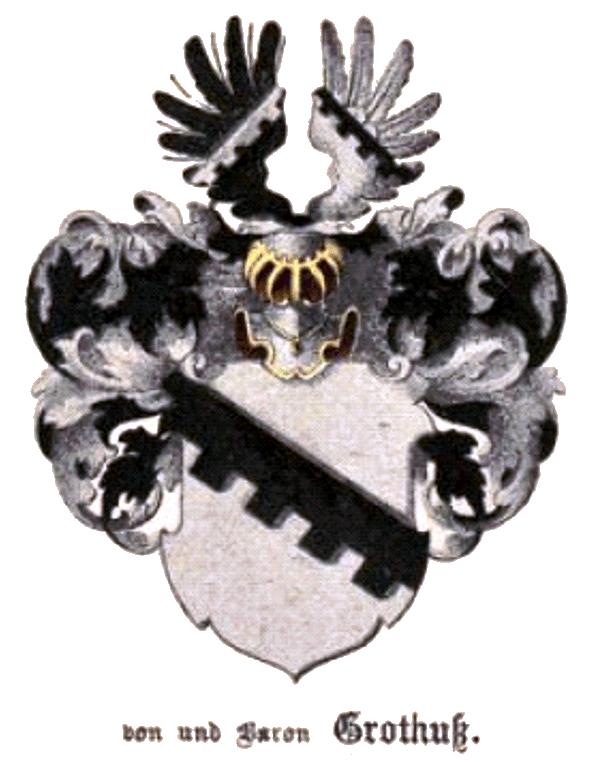
Герб Фірксів (Балтійський гербовник)

Гро́ттгусси (нім. Grotthuß), або фон Гро́ттгусси (нім. von Grotthuß, «Гроттгусські») — німецький шляхетний рід вестфальського походження. Піддані Курляндії, Росії. Наприкінці XV ст. деякі представники роду переїхали до Лівонії, де стали васалами Тевтонського ордену в Лівонії. Мали маєтки у естляндській Віронії та Курляндії. Голови курляндської гілки роду 1620 року були занесені до матрикулу курляндського лицарства у чині фрайгерів. 1747 року члени ліфляндської гілки були занесені до реєстру ліфляндського лицарства. Російський Сенат підтвердив баронські титули обох гілок у 1862 році.

## Назва
- Гроттгусси (нім. Grotthuß, Grotthuss), або фон Гроттгусси (нім. von Grotthuß)
- Гроттгуси (нім. Grotthus) — альтернативний запис.
- Гротгуси (нім. Grotthuß; Grothus, Grothusen) — альтернативний запис, де диграф tt і літера ß передаються однією т і с.
- Гротгаузи (нім. Grothaus) — альтернативний запис.
- Гройтгус (нім. Groithus) — альтернативний запис.

## Герб
У срібному щиті чорний перев'яз із зубцями додолу. Намет чорний, підбитий сріблом. У клейноді два срібних крила з таким же чорним зубчатим перев'язом (інколи одне крило чорне зі срібним перев'язом).

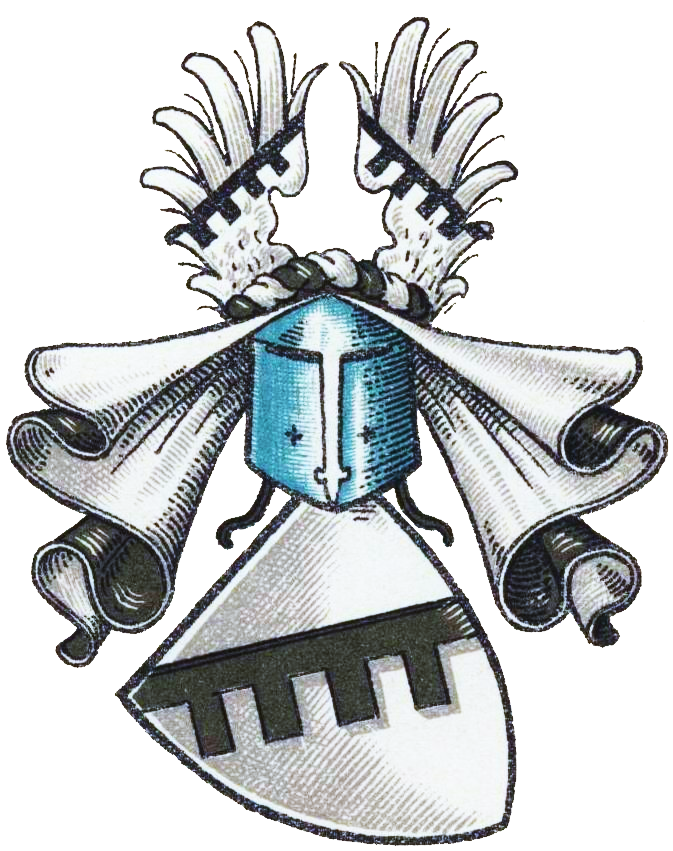
Гроттгусс
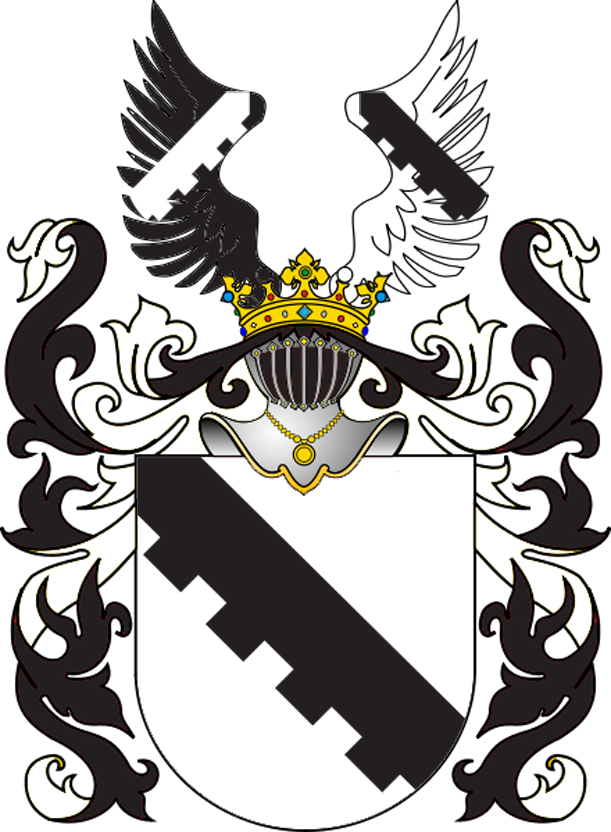
Гроттгусс
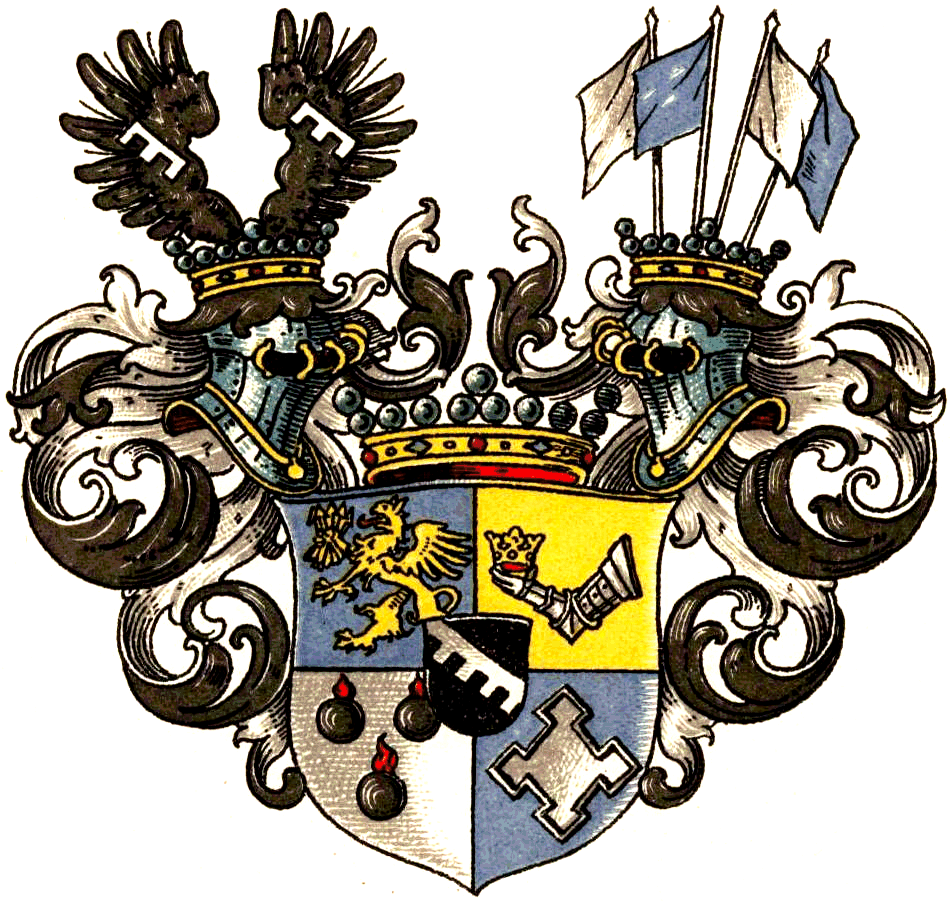
Гроттгусс

## Курляндські Гроттгусси
Курляндська гілка роду Гроттгуссів вписана у матрикул курляндського лицарства від 17 жовтня 1620 року, під 4-м номером І класу, в чині фрайгерів.

### Представники
- Теодор фон Гроттгусс (1785 — 1822) — фізик і хімік[2].

- Йоганн (?—?) 
  - Єлизавета (?—1788) ∞ Карл-Фердинанд фон Оргіс-Рутенберг, курляндський ландгофмейстер[3].